# Wando
Der Landkreis Wando (koreanisch: 완도군, Wando-gun) befindet sich in der Provinz Jeollanam-do in Südkorea. Es hat seinen Namen von der Insel Wando, der größten Insel des Landkreises, die als Kreishauptstadt dient. Der Landkreis hatte eine Fläche von 518,65 km² und eine Bevölkerung von 52.858 Einwohnern im Jahr 2019.

Lage des Landkreises in Jeollanam-do